# Mosquée de l’émir Almalik al-Jukandar
 (mars 2024).
La mosquée de l’émir Almalik al-Jukandar est une mosquée de l’émir mamelouk Almalik al-Jukandar au Caire en Égypte. L’édifice est terminé en 1319. Ahmad al-Maqrîzî décrit ce monument.